# 第32回読売新聞社杯全日本選抜競輪
第32回読売新聞社杯全日本選抜競輪は、 2017年2月16日から19日まで、取手競輪場で行われた競輪のGI競走である。優勝賞金は3000万円（副賞含む）。
平成28年熊本地震被災地支援競輪として開催。

## 決勝戦

### 競走成績
- 2月19日（日）第11レース[1]
- 誘導員…十文字貴信（茨城）[2][3][4]

| 着 | 車番 | 選手       | 登録地 | 級 班 | 着差     | 決まり手 | 上がり (秒) | H/B | 特記 |
| -- | ---- | ---------- | ------ | ----- | -------- | -------- | ----------- | --- | ---- |
| 1  | 7    | 平原康多   | 埼玉   | SS    |          | 差し     | 11.2        |     |      |
| 2  | 1    | 武田豊樹   | 茨城   | SS    | 3/4車輪  | マーク   | 11.1        |     |      |
| 3  | 2    | 新田祐大   | 福島   | SS    | 1/2車身  |          | 11.4        | B   |      |
| 4  | 3    | 浅井康太   | 三重   | SS    | 1/2車輪  |          | 11.0        |     |      |
| 5  | 4    | 諸橋愛     | 新潟   | S1    | 3車身    |          | 11.2        |     |      |
| 6  | 6    | 和田健太郎 | 千葉   | S1    | 1車身    |          | 11.2        |     |      |
| 7  | 8    | 神山拓弥   | 栃木   | S1    | 1車身1/2 |          | 11.3        |     |      |
| 8  | 9    | 三谷竜生   | 奈良   | S1    | 3車身    |          | 12.0        | H   |      |
| 9  | 5    | 稲垣裕之   | 京都   | SS    | 3/4車身  |          | 11.9        |     |      |

### 配当金額
| 1=5 | 370円 |  |

| 1=2=7 | 1,030円 |  |

| 5-1 | 1,110円 |  |

| 7-1-2 | 5,850円 |  |

| 1=7 | 380円 |  |

| 1=7 | 190円 |  |
| 2=7 | 500円 |  |
| 1=2 | 390円 |  |

| 7-1 | 1,070円 |  |

### レース概略
青板の3コーナーから三谷が上昇し、打鐘前で誘導を降ろして先行策に。平原がイン粘りをするが、稲垣も抵抗してもつれる。最終1センターで三谷の番手を取り切った平原が、最後方から仕掛けた新田に最終4コーナーで追いついて直線で差し、4年ぶり2度目の全日本選抜制覇を果たした（GIは通算7勝目）。地元GIだった武田が2着、新田が3着。

## 特記事項
- 取手競輪場でのGI開催は、開場以来初めてとなった。

- 地上波の決勝戦中継は、「坂上忍の勝たせてあげたいTV 全日本選抜競輪GI」《日本テレビ系列全国ネット》[6][7]。

- 優勝者表彰式の花束贈呈は、片岡安祐美（茨城ゴールデンゴールズ選手兼任監督）[8]。

- シリーズ全体での目標額は100億円だったが、シリーズ全体での総売上額は93億7903万0800円となった[8]。

### 競走データ
- 和田健太郎は、今回が初のGI準決進出、決勝進出だった[9]。

- 決勝戦では、取手交響吹奏楽団による選手入場曲『OMENS OF LOVE』（THE SQUARE）とファンファーレの生演奏が行われた[10]。